# 费朗
费朗（法語：Ferran，法語發音：[fɛʁɑ̃] ⓘ）是法国奥德省的一个市镇，属于利穆区。

## 地理
费朗（43°9'9"N, 2°5'23"E）面积5.86 平方千米，位于法国奧克西塔尼大區奥德省，该省份为法国南部沿海省份，北起塔恩省，西北接上加龙省，西接阿列日省，南至东比利牛斯省，东临地中海，东北与埃罗省接壤。
与费朗接壤的市镇（或旧市镇、城区）包括：布雷济亚克、卡约、卡亚韦勒、弗努耶迪拉泽斯、格拉马济、马兹罗勒迪拉泽斯。

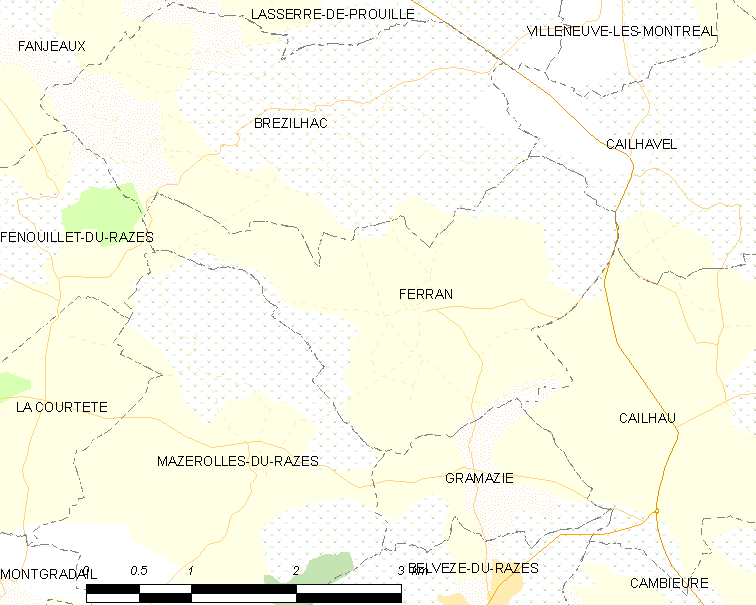
费朗的OSM定位图

费朗的时区为UTC+01:00、UTC+02:00（夏令时）。

## 行政
费朗的邮政编码为11240，INSEE市镇编码为11141。

## 政治
费朗所属的省级选区为拉皮耶日欧拉泽斯县。

## 人口

1962-2008年间费朗人口变化图示

费朗于2022年1月1日时的人口数量为132人。